# Pietro Antonio Tomasello
Pietro Antonio Tomasello (Padova, ... – Palermo, 1537) è stato un architetto e ingegnere militare italiano.

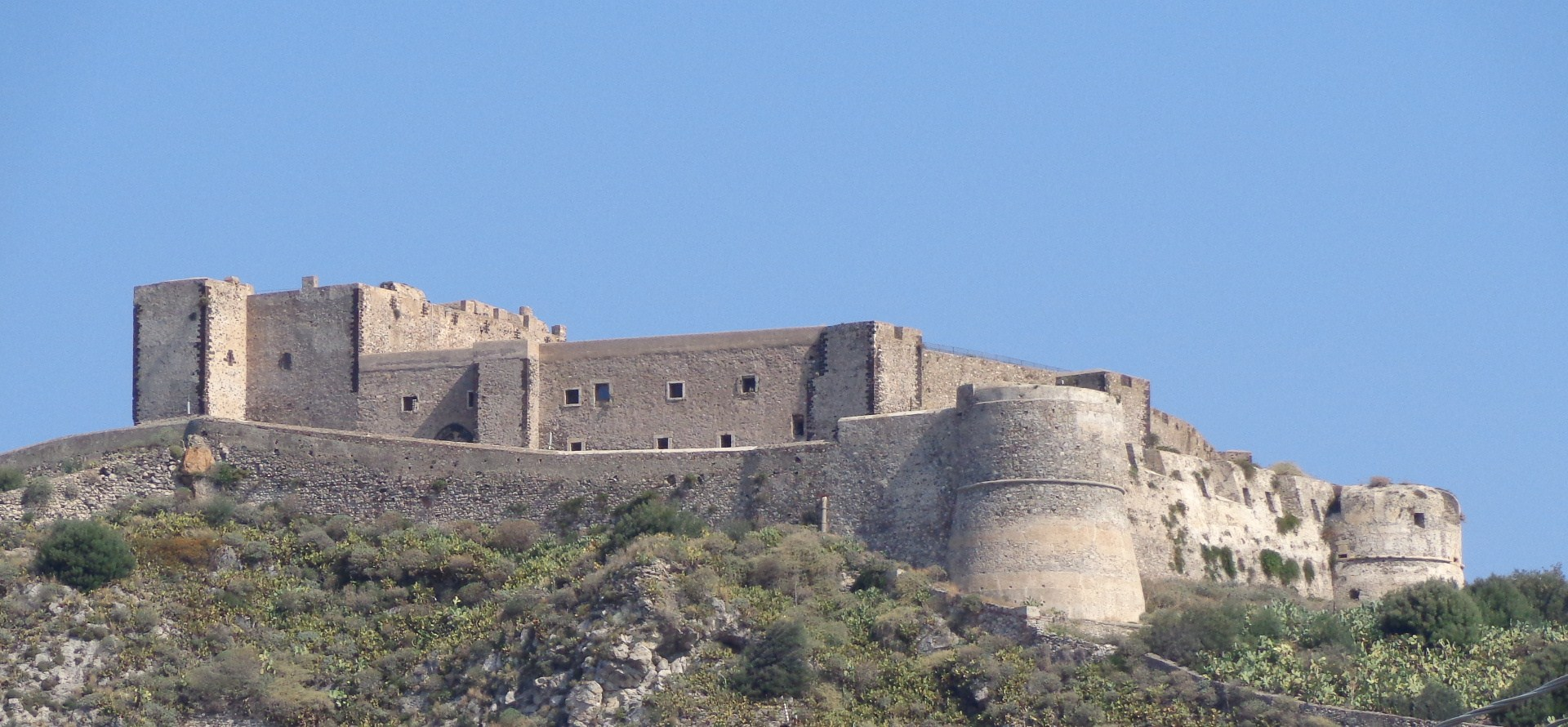
Il castello di Milazzo con i torrioni progettati da Tomasello

Progettista di fortificazioni, fu al servizio del Viceré di Sicilia e realizzò imponenti opere difensive in tutta l'isola. 

## Biografia
Nel 1523 venne nominato da Ettore Pignatelli conte di Monteleone ingegnere regio con l’attribuzione di un cospicuo salario di 200 ducati.
All'epoca Tomasello doveva essere un tecnico già esperto, con una solida esperienza di cantiere. Doveva essersi formato come ingegnere militare nell'ambiente veneto, allora considerato uno degli ambiti più avanzati nella progettazione di nuove fortificazioni resistenti all'artiglieria. 
I suoi primi progetti riguardarono il completo rinnovamento delle fortificazioni di Trapani (che fu per anni il suo luogo di residenza) e il Castello a Mare di Palermo divenuto temporaneamente sede della corte viceregia. Subito dopo nel 1525 fu inviato a progettare l'ammodernamento delle fortificazioni di Milazzo, dove propose opere per il rafforzamento del castello e della cinta muraria del borgo.
L’incarico assunto comprendeva la necessità di spostarsi di continuo da una città all’altra dell’isola cercando di rimediare a difficoltà e ritardi nel procedere dei lavori. Nel 1526 fu a Siracusa e poi a Malta e Tunisi per verificare lo stato delle difese. Sulla via di ritorno dall’Africa, venne catturato al largo di Camarina dai turchi; il viceré contrattò la sua liberazione e decise di limitare gli spostamenti dell’ingegnere al territorio dell’isola.
Tra il 1532 e il 1533 Tomasello oberato dalle fatiche, probabilmente già anziano e malato, fu affiancato da Antonio Ferramolino che alla sua morte nel 1537 gli succedette su tutti i cantieri. 

## Opere
Tomasello introdusse in Sicilia gli elementi appresi nella sua formazione veneta: muratura a scarpa anche per consolidare strutture preesistenti, torrioni circolari, casamatte.
L'avvicendamento sugli stessi cantieri con Ferramolino (che preferì i bastioni pentagonali) rende difficile distinguere i diversi apporti progettuali dei due ingegneri.
- Progetto per il Castello a mare di Palermo; sostanzialmente non realizzato.
- Cinta muraria intorno al castello di Milazzo.
- Progetto del Forte del Salvatore a Messina; poi modificato. Il nucleo realizzato da Tomasello si identifica forse nel torrione circolare
- Ampliamento del castello della Colombaia, inglobando la torre federiciana in una struttura ellittica
- Realizzazione di torrioni e fossati a Siracusa.